# Церпени (Обросовское сельское поселение)
Церпени — деревня в Молоковском районе Тверской области.

## География
Находится в восточной части Тверской области на расстоянии приблизительно 10 км по прямой на восток-юго-восток от районного центра поселка Молоково на правом берегу реки Могоча.

## История
Деревня была отмечена еще на карте Менде (состояние местности на 1848 год). В 1859 году здесь (деревня Весьегонского уезда Тверской губернии) было учтено 34 двора. До 2015 года входила в Черкасовское сельское поселение, с 2015 по 2021 год в состав Обросовского сельского поселения до его упразднения.

## Население
Численность населения: 210 человек (1859 год), 16 (русские 94 %) в 2002 году, 13 в 2010.